# Govert Adolph Indebetou
Govert Adolph Indebetou, född 14 februari 1807 på Forssa i Östra Vingåker, död 5 oktober 1891 i Karlskrona, var en svensk sjömilitär och målare.
Han var son till brukspatronen Daniel Indebetou och Johanna Sophia Arosenius samt från 1837 gift med Aurora Constantia Arrhenius. Indebetou var en framstående sjöofficer i både svensk, brittisk och preussisk tjänst. Han var i engelsk örlogstjänst 1832-1834 och i preussisk 1853-1854 samt blev svensk kommendör 1866. Han medverkade i ett flertal sjöexpeditioner och från sin resa med ångkorvetten Danzig skrev han en reseskildring som utgavs postumt 1952 under namnet Resa till Levanten med ångkorvetten Danzig år 1854 boken är illustrerad med enkla streckteckningar i en barnslig stil och färgbilderna är utförda som fint stämda akvareller. Under den tid han var bosatt i Karlskrona öppnade han upp sitt hem på onsdags- och lördagskvällarna för att ge skeppsgossarna undervisning i teckning och lavering.